# Ghost Pirates of Vooju Island
Ghost Pirates of Vooju Island is een avonturenspel over piraten. Het werd ontwikkeld door Autumn Moon Entertainment. Het concept en ontwerp is van William 'Bill' Tiller, die ook visueel verantwoordelijke was voor The Curse of Monkey Island.
Het spel werd uitgebracht in november 2009 op de Duitse markt. Vanaf februari 2010 is het spel verkrijgbaar in andere landen via de Duitse uitgever DTP Entertainment AG.

## Verhaal
Het spel volgt de avonturen van drie personages: 
- Papa Doc: een voodoo-priester
- Jane Starling: een piraat en spion
- Blue Belly: een scheepskok

Samen trachten zij de verrijzenis van een demonische god te doen stoppen. 
Het spel begint op het fictieve eiland Vuuju wanneer Papa Doc erachter komt dat zijn vrouw Zimbi een complot heeft met de piratenploeg van kapitein Greenbeard: zij trachten een leger van zombies op te richten. Ook hebben zij de piratenkoning kapitein Flint in een val laten lopen. Door een toeval komen Papa Doc, Jane en Blue Belly tezamen net op het ogenblik wanneer het bedrog uitkomt. Zimbi spreekt een vloek over hen uit. Even later komen de drie terug bij en ontdekken dat hun geest gescheiden is van hun lichaam.
In het eerste deel van het spel trachten de hoofdpersonages om hun ziel terug te koppelen met hun lichaam. Ook willen ze een schip kapen zodat ze Vooju Island kunnen verlaten. Hierin moeten ze slagen voordat zo omgetoverd worden tot zombies of voordat de haan drie keer heeft gekraaid: anders zullen ze eeuwig moeten verder leven als geest.
In het tweede deel moet het trio er alles aan doen om Greenbeard te doen stoppen. Greenbeard heeft een aanval ingezet op de thuishaven van Blue Belly met de hulp van de krachten van geesten.
In het derde deel moeten de drie ervoor zorgen dat de demonische god niet kan verrijzen.

## Karakters
- Papa Doc is een voodoopriester en expert in voodoo en het lezen van hiërogliefen.
- Jane is piraat en kent allerhande technieken zoals knopen en het vervalsen van papieren
- Blue Belly is niet zo intelligent, maar weet alles over koken, eten en drinken.

## Spelbesturing
Het spel volgt de klassieke "point & click"-methode, maar met een kleine wijziging. Dankzij de voodoo-krachten van Papa Doc kunnen de drie met elkaar communiceren terwijl ze zich op andere plaatsen bevinden. Papa Doc, Jane en Blue Belly kunnen elkaar onderling vragen stellen, maar het antwoord kunnen zij ook enkel horen. Dit leidt uiteraard tot grappige situaties.
Daarnaast kan men als geest door muren of objecten lopen. Voor andere mensen zijn ze als geest onzichtbaar, behalve voor Zimbi. Ook kunnen ze zaken oppakken of acties uitvoeren zonder dat iemand anders hen hoort of ziet. Enkel kunnen ze niet voorbij zout of kippenbloed. Als geest kan men ook niet praten met andere mensen.

## Stemacteurs
Het spel is van Duitse makelij en werd ingesproken door Duitse acteurs, ook voor de Engelstalige release.  Dit is in deze laatste versie duidelijk te horen, want de personages spreken met een accent vergelijkbaar met dat van Arnold Schwarzenegger.